# 叢林食物

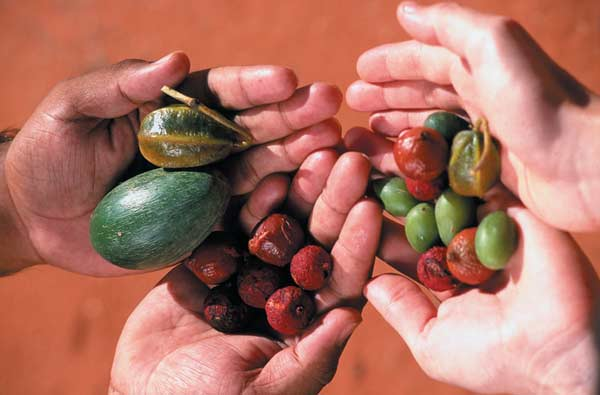
叢林食物，攝於愛麗絲泉沙漠公園

叢林食物，或音译为“布什塔克”，可以指任何原生於澳大利亞為土著所食用的天然食材，包括各種生長於荒野的果實、昆蟲、樹皮和肉類。植物类有例如如戴维森李、卡卡杜李、指橘、金合欢籽等，富含维生素C、抗氧化剂和其他营养成分，可以制作成果酱、果汁、冰淇淋等。肉类有例如袋鼠、鴯鶓、鱷魚、蜥蜴等，也有一些特别的虫子，如巫蛴螬等。是用来制作和盛放布什塔克的工具，有一些是用木头制成的，如瓦纳、木碗等，有一些是用石头制成的，如研钵和研杵等，还有一些是用草和布编成的，如头环等。

## 現代使用
自1970年代起，非土著居民開始關注澳大利亞原生食材，園藝專家亦開始評估原生植物用於商業耕作的可行性。1980年，人類食用袋鼠肉得到合法化，多種叢林食物亦被證實含有豐富營養。1980年代中期，悉尼的餐廳開始使用叢林食物入饌，令其菜色更有澳大利亞風味。